# The Lost City (1935)
The Lost City (bra: A Cidade Infernal) é um cinesseriado estadunidense de 1935, gênero aventura, dirigido por Harry Revier, em 12 capítulos, estrelado por William "Stage" Boyd, Kane Richmond, Claudia Dell e Josef Swickard. O seriado foi uma produção independente, produzido pela Super Serial Productions Inc. e distribuído por Super Serial Productions Inc. e Principal Distributing, veiculando nos cinemas estadunidenses a partir de 6 de março de 1935.
Foi a única produção do estúdio Super Serial Productions, que produziu as 5 versões veiculadas do mesmo seriado, originalmente lançado em 6 de março de 1935, e distribuiu as duas primeiras versões.

## Sinopse
O cientista Bruce Gordon chega a uma área isolada na África, depois de perceber que uma série de catástrofes naturais eletricamente induzidas foi detectada na área. Lá ele encontra Zolok, último dos habitantes da Lemúria (continente), em um secreto complexo sob uma montanha.
Zolok havia criado as catástrofes naturais como um prelúdio à sua tentativa de dominar o mundo, mantendo refém um brilhante cientista, Dr. Manyus, ao lado de sua filha. Ele também havia forçado Manyus a criar escravos gigantes, como um exército privado. Ao longo do seriado, descobre-se que Manyus também conquistou outra tribo, os adoradores de aranha Wangas, que são anões brancos. Os heróis escapam de Zolock, encontram Queen Rama e sobrevivem a muitas aventuras angustiantes antes de retornar para a cidade perdida e parar o plano de Zolok.

## Elenco
- William "Stage" Boyd … Zolok
- Kane Richmond … Bruce Gordon
- Claudia Dell … Natcha Manyus
- Josef Swickard … Doutor Manyus
- George 'Gabby' Hayes … Butterfield
- Billy Bletcher … Gorzo
- Eddie Fetherston … Jerry Delaney
- Margot D'Use … rainha Rama

## Capítulos
1. Living Dead-Men (27min 51s)
2. The Tunnel of Flame (20min 42s)
3. Dagger Rock (19min 52s)
4. Doomed (18min 30s)
5. Tiger Prey (19min 31s)
6. Human Beasts (18min 25s)
7. Spider Men (17min 04s)
8. Human Targets (17min 36s)
9. Jungle Vengeance (23min 04s)
10. The Lion Pit (18min 21s)
11. Death Ray (20min 31s)
12. The Mad Scientist (18min 23s)

Fonte: